# Complexe des protéines d'hibernation
Le complexe des protéines d’hibernation (HPC) est composé de quatre protéines, produites spécifiquement dans le foie, puis relâchées dans le sang de certains mammifères. Les protéines d’hibernation HP20, HP25 et HP27 ont des structures homologues et une région N-terminale ressemblant au collagène. Ces trois protéines forment ensemble le complexe HP20c, qui s'associe à la quatrième protéine d’hibernation HP55. HP55 est analogue à la molécule α 1-antitrypsine, faisant partie de la famille des serpines.
La découverte de ce complexe protéique est généralement attribuée à l’équipe de Noriaki Kondo, suivant la publication d’un article en 2006 détaillant le complexe chez le tamia de Sibérie (Tamias sibiricus). Leurs travaux ont aussi montré que le retrait du HPC dans le sang au début de l’hibernation concorde avec sa présence dans le liquide cérébrospinal.
L’expression et le transport des protéines d’hibernation au cerveau seraient régulés par des rythmes circannuels endogènes. Ces protéines seraient non seulement exprimées chez les mammifères qui hibernent, mais aussi chez des espèces divergentes qui n’hibernent pas . Par exemple, les travaux de Seldin et al. (2014) démontrent que les niveaux du HPC oscillent dans le système nerveux central (SNC) des tamias (mammifères qui hibernent), mais aussi dans le SNC des vaches (mammifères qui n’hibernent pas). Cette oscillation suit un rythme saisonnier, avec une quantité maximale de complexes de protéines d’hibernation lors de la période hivernale. Lors de l’hibernation (début de la saison hivernale), les protéines du HPC s’accumulent dans le cerveau, puis sont libérées lorsque l’été arrive pour mettre fin à l’hibernation.
Plus récemment, des travaux ont démontré que les trois gènes du complexe protéique d’hibernation (HP20, HP25 et HP27) sont aussi régulés de façon épigénétique. Ce processus de régulation épigénétique serait présent autant chez les tamias qui hibernent de façon saisonnière, que ceux qui n’hibernent pas du tout . Cela indique donc que les modifications des histones pour des gènes spécifiques peuvent jouer un rôle majeur dans les cycles d’hibernation.

## Complexe chez les hibernants
Comme mentionné précédemment, l’étude de Kondo et al., 2006 a permis de tirer des conclusions essentielles quant à la compréhension du mécanisme du complexe HPC. En bref, l’expérience consistait à séparer les tamia de Sibérie en deux groupes. Un groupe est plongé dans l’état d’hibernation grâce à des conditions de froid et de noirceur, alors que l'autre groupe subit plutôt une stimulation de ses niveaux d'activité d'été en étant exposé à des longues journées chaudes. L'expression génique du complexe HPC a été mesurée dans le foie et ses niveaux de protéines ont été mesurées dans le sang. Une réalisation très importante découlant de cette expérience est le fait que les niveaux de protéines du complexe varient grandement selon l'état d'hibernation dans lequel les hibernants se trouvent, ce qui suggère ultimement que la régulation de la production du complexe HPC est intrinsèque. Ces chercheurs ont d'autant plus été capables de démontrer que l'hormone d'hibernation évoluait au niveau cérébral. Il est intéressant de voir que pendant l'hibernation, le complexe HPC est retrouvé dans le plexus choroïde et également dans le liquide cérébrospinal (CSF). Le mécanisme généralement  accepté dans la littérature énonce que le complexe des protéines d’hibernation se scinde en deux parties dans le liquide cérébrospinal, soit HP20c et HP55. HP20c étant libre, il est transporté activement au cerveau, là où elle peut compléter son activité régulatrice sur les fonctions cérébrales lors de l’hibernation. Cela amène donc les auteurs à se questionner sur le rôle du complexe au niveau du système nerveux central. Des anticorps de HP20c ont été administrés dans le but de freiner l'activité de cette protéine au sein du CSF. L'interruption de l'hibernation a été totale chez certains animaux qui venaient d’entamer leur hibernation. Pour ceux ayant reçu une dose à des stades plus avancés de leur hibernation, il y a eu accélération de la fin de celle-ci. Somme toute, ces observations renvoient à l'idée qu'une inhibition de l'activité de HP20c au sein du CSF par des anticorps conduit au déclin du temps d'hibernation. Bien que le rôle exact du complexe HP dans le système nerveux ne soit pas tout à fait compris encore, il est possible de le mettre en parallèle avec d'autres membres similaires à la famille de protéines de HP20c. Tel est le cas pour la famille des facteurs de nécrose tumorale (TNF), qui intervient au niveau de la survie des cellules, de l'inflammation, de l'énergie d'homéostasie et de l'immunité (TNF). Étant donné que HP20c présente une structure ainsi que des effets biologiques similaires à ces protéines, son augmentation dans le cerveau pendant l'hibernation est associée à la protection des animaux contre une chute de leur métabolisme et la mort cellulaire. Il est possible de rattacher ces données au fait que HP20c assure la survie des organismes mêmes à de très basses températures corporelles, ce qui s’enligne dans le sens des mêmes rôles conclus précédemment. 

## Complexe chez les non-hibernants
Le HPC n’est pas exclusif aux hibernants. De nombreux animaux non hibernants, notamment des mammifères, ont montré la présence d’un HPC où l’on retrouve les trois gènes du complexe protéique d’hibernation (HP20, HP25 et HP27). Par exemple :
- Chez les écureuils (hibernants) et chez la vache (non-hibernant) on a observé la présence du HPC, dont l’expression des gènes qui y sont associés fluctue de manière saisonnière au niveau du système nerveux central, avec un pic du taux d’expression en hiver[8].

Pour la plupart des mammifères non-hibernants, ce complexe de protéines d’hibernation est à la fois régulé et exprimé tout au long de l’année de manière saisonnière mais fonctionne indépendamment du cycle d’hibernation.
Parmi ces mammifères non-hibernants, des gènes homologues au HPC ont été identifiés par l’analyse et le séquençage du génome d’une liste exhaustive de mammifères. 
Dans l’ensemble, les gènes du HPC se regroupent sur le même chromosome, le chromosome 22, avec un écart se situant entre 5 et 30kb entre chaque séquence. Ceci nous indique donc une certaine conservation du locus du gène dans l’évolution des mammifères.
L’existence de deux autres gènes s’apparentant aux gènes HPC a également été démontrée chez des non-hibernants, notamment chez le cochon, le tatou à neuf bandes ainsi que le lapin de garenne et un taux élevé de mutations a été identifié par l’analyse de leur génome. Ces résultats suggèrent un taux d’évolution élevé au niveau du locus des gènes du HPC bien que le séquençage du génome de primates africains tels que l’otolemur et le Microcèbe mignon ont montré un locus intact au niveau de ces gènes.

## Applications humaines
La littérature actuelle ne démontre pas la présence du complexe des protéines d’hibernation chez les humains, bien que l’équivalent ait été trouvé chez certains bovins. L’étude des processus moléculaires d’hibernation chez les organismes qui n’hibernent pas est tout de même pertinente dans le cadre de la santé humaine. Approfondir ces connaissances pourraient être bénéfique pour certains processus médicaux où il serait approprié de ralentir le métabolisme humain lors de traitements particuliers.